# 538 (tal)
538 är det naturliga heltal som följer 537 och följs av 539.

## Matematiska egenskaper
- 538 är ett jämnt tal.
- 538 är ett sammansatt tal.
- 538 är ett semiprimtal[1].
- 538 är ett defekt tal.

## Inom vetenskapen
- 538 Friederike, en asteroid.